# Страфорд (окръг, Ню Хампшър)
Окръг Страфорд (на английски: Strafford County) е окръг в щата Ню Хампшър, Съединени американски щати. Площта му е 995 km², а населението – 130 889 души (1 април 2020). Административен център е град Доувър.